# Magyarkeresztúr
Magyarkeresztúr là một thị trấn thuộc hạt Győr-Moson-Sopron, Hungary. Thị trấn này có diện tích 16,74 km², dân số năm 2010 là 437 người, mật độ 26 người/km².